# THE ONLY ONE (アルバム)
『THE ONLY ONE』（ジ・オンリー・ワン、唯一）は、ワン・リーホンの日本企画デビューアルバム。2003年4月23日にソニー・ミュージックディストリビューションより発売された。リリースされた1枚目のオリジナルアルバム（スタジオ録音アルバム）。

## 概要
アルバム収録されている全15曲の中6曲が、新録の英語曲で歌った。その他はヒット曲からベスト選曲の日本語バージョンを全収録。
CDジャケットは、日本で撮影したオリジナルジャケット・豪華28Pブックレット仕様。

## 収録曲
- 全作詞・作曲：ワン・リーホン

1. たった一人の君へ（Chinese original version） [4:22]
  - 編曲：ワン・リーホン
2. ラスト・ナイト（English tracks） [3:23]
  - 編曲：金子隆博
  - 映画『MOON CHILD』挿入歌
3. ライク・ア・ガンショット（English tracks） [4:02]
  - 編曲：金子隆博
4. 手のひらの涙 [4:55]
  - 編曲：ワン・リーホン
5. ライト・オブ・マイ・ライフ（English tracks） [4:15]
  - 編曲：金子隆博
6. チャイナ・ホワイト（English tracks） [3:42]
  - 編曲：金子隆博
7. ふるえる心 [4:38]
  - 編曲：ワン・リーホン
8. 愛するのは君 [4:55]
  - 編曲：金子隆博
9. 手のひらの涙（English tracks） [5:08]
  - 編曲：ワン・リーホン
10. ジュリア [4:34]
  - 編曲：ワン・リーホン
11. 公転自転 [4:20]
  - 編曲：ワン・リーホン
12. LOVE YOU = LOVE ME [3:56]
  - 編曲：金子隆博
13. きっと君に出会う [5:03]
  - 編曲：金子隆博
14. アズ・ロング・アズ・アイ・ハヴ・ユー（English tracks） [4:05]
  - 編曲：金子隆博
15. たった一人の君へ（Japanese track） [4:21]
  - 編曲：金子隆博